# ピンタンブラー錠
| 鍵を抜いた状態だと、ドライバーピン（青）が外筒（緑）と内筒（黄）の間に挟まっているので内筒が回転しない。 |  | 合わない鍵を差しても、タンブラーピン（赤）が上がり足りなかったり、逆に上がり過ぎたりするので、どちらかのピンが挟まって回転しない。 |
| 鍵を抜いた状態だと、ドライバーピン（青）が外筒（緑）と内筒（黄）の間に挟まっているので内筒が回転しない。 |  | 合わない鍵を差しても、タンブラーピン（赤）が上がり足りなかったり、逆に上がり過ぎたりするので、どちらかのピンが挟まって回転しない。 |

| 正しい鍵を挿すと、ドライバーピンとタンブラーピンの境目がちょうど外筒と内筒の境目と一致する。 |  | その状態で回すと、内筒を回転させることができる。 |
| 正しい鍵を挿すと、ドライバーピンとタンブラーピンの境目がちょうど外筒と内筒の境目と一致する。 |  | その状態で回すと、内筒を回転させることができる。 |

ピンタンブラー錠（ピンタンブラーじょう）は、長さの違うピンを並べて仕掛けるタイプの錠である。シリンダー錠の中では最もよく使われるタイプの一つ。

## 歴史
ピンタンブラー錠の歴史は古く、その原型は紀元前4000年のエジプトにある。それは木製で、扉と壁などとを水平ボルトが貫通することで閉じられており、この水平ボルトを抜くには、鍵を使ってピンタンブラー錠のピンに相当する「鉛直ボルト」をちょうどよい高さに押し上げる必要があった。
円筒状のピンタンブラー錠が発明されたのは1848年のことで、発明者はライナス・エール (Linus Yale, Sr.) であった。さらに息子のライナス・エール・ジュニアが1861年に改良を加えた。ライナス・エール・ジュニアの発明はほぼ現在のピンタンブラー錠と同じものである。
ドライバーピンとタンブラーピンの長さを変えたり、合い鍵の谷の位置や高さを調節したりすることで、多くのバリエーションを作ることができるため、世界的に普及している。

## 構造

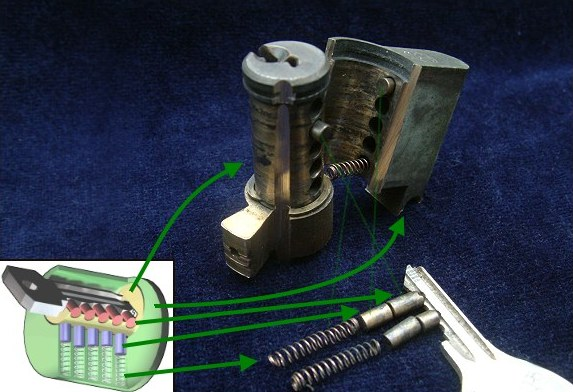
実際のピンタンブラー錠の分解写真

ピンタンブラー錠はシリンダーキーの中で最もよく使われるタイプである。外筒と内筒の2重管になっており、内筒が回転して施錠・開錠される。
内筒は「プラグ」と呼ばれることが多い。プラグには鍵を差し込むための細長い穴が開いており、この穴はキーウェイと呼ばれている。プラグの反対側は回転を伝えるカムになっていることが多い。キーウェイの上部にはピンが5・6本並んでおり、このピンが全てシアラインに揃うとプラグを回転させることができる。鍵とキーウェイは、不正な開錠のための針などを差し込まれないように、平らな板ではなく、凹凸が付けられていることが多い。
キーウェイ上部のピンは、さらに上部の「ドライバーピン」と下部の「タンブラーピン」に分けられる。ドライバーピンと外筒の間は押しばねでつながれており、鍵を指していない状態では、このばねの力でドライバーピンがプラグにまで食い込んで、プラグが回転しないようになっている。普通、ドライバーピンは1本1本がばらばらの動作をするが、「マスター鍵」を使えば全部が同時に動くような仕組みになっているものもある。

## チューブラー・ピンタンブラー錠
鍵が細長い板状ではなく、中空の円筒状になっているタイプもあり、チューブラー・ピンタンブラー錠と呼ばれている。ピンは6 - 8本のものが多い。コンピュータ、エレベータ、自動販売機のコイン入れなどによく使われる。ただし、全てのピンがいわば表面にさらされた状態になっているので、不正な開錠もされやすい。中空円筒刃のドリルを使って破壊することができるし、場合によっては径の合った中空の金属パイプで開けられることもある。
日本では国産金属工業株式会社（現株式会社アルファ）が八万ロックという名称で最初に製造販売をしたため、八万ロックと呼ばれることが多い。

## 多列ピンタンブラー錠
これはピンタンブラー錠のピン列が複数ある錠であり、ディンプルキーを使って開けることができる。ピンタンブラー錠の機構を高度にしたもので、一般的に防犯性は高い。

### 特許情報
- アメリカ合衆国特許第 31,278号 -- Linus Yale, Jr. Lock Jan. 29, 1861
- アメリカ合衆国特許第 8,071号 -- Linus Yale, Jr. Lock May 6, 1851
- アメリカ合衆国特許第 9,850号 -- Linus Yale, Jr. Lock and key Jul. 12, 1853